# 家城站
家城站（日语：／ Ieki eki */?）是位於三重縣津市白山町南家城，東海旅客鐵道（JR東海）的名松線車站。

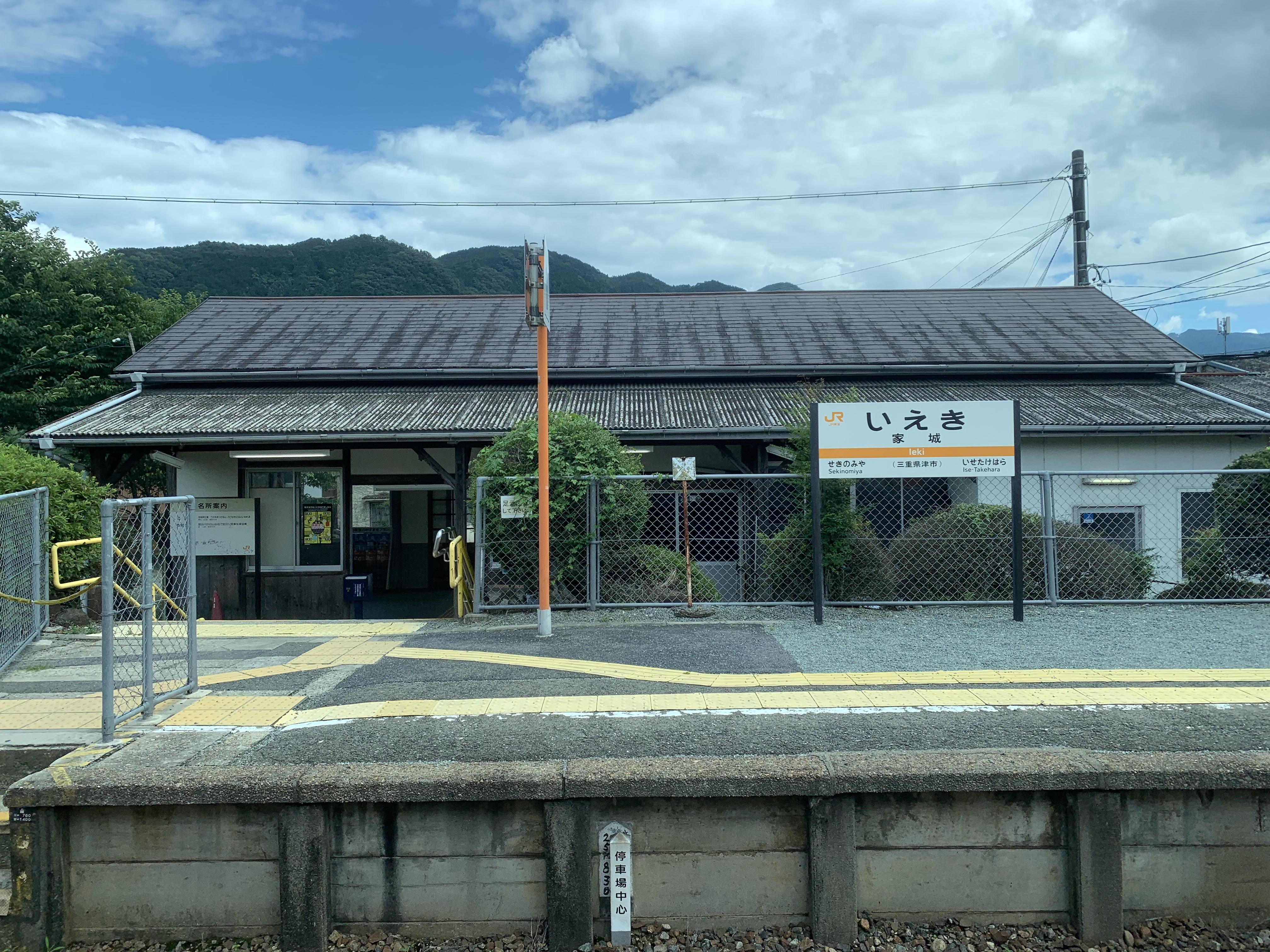
月台（2021年6月）

## 歷史
- 1931年（昭和6年）9月11日 - 國有鐵道名松線井關至此站之間開通，此站啟用[1]。當時為一般車站。
- 1935年（昭和10年）12月5日 - 名松線此站至伊勢奧津站之間開通。
- 1963年（昭和38年）4月1日 - 終止貨物起卸業務。
- 1984年（昭和59年）2月1日 - 終止行李起卸業務。
- 1987年（昭和62年）4月1日 - 伴隨國鐵分割民營化，車站由東海旅客鐵道（JR東海）營運[1]。
- 2004年（平成16年）1月26日 - 當日起臂板號誌機終止使用[2]。
- 2009年（平成21年）10月8日 - 颱風米勒吹襲日本，使名松線至同月15日全線暫停營業[1]。此站至伊勢奧津之間安排了代行巴士（由三重交通行走）[1]。
- 2016年（平成28年）3月26日 - 此站至伊勢奧津站之間重開[3]。

## 車站構造
車站是一座地面車站，設有2面2線的相對式月台。站內南邊為1號月台，北邊為2號月台。車站大樓位於1號月台側。兩月台之間設有站內平交道。除了松阪站外，此站是名松線唯一列車交會車站。在2009年10月颱風米勒吹襲日本，使此站往伊勢奧津方向的路段不能通行。後來於2016年（平成28年）3月26日全線重開。在6年5個月期間，所有列車均使用1號月台折返，2號月台則暫停使用。在伊勢奧津一方的路軌設有止衝檔（以枕木放在路軌上），出發信號機掛上了×，表示停止使用。
隨著不通區間修復，增設了出發信號機。使1、2號月台上的列車可向兩方向出發。另外，為了對應2卡編成的一人控制列車，月台上增設了鏡子。部分月台已經加上了柵欄封閉，因此2卡或以上編成的列車停靠此站時，部分車門會關閉。
此站沒有站長，但是此站設有車站職員當值（直營車站）。此站由松阪站管理。在名松線所屬車站中，此站唯一設有JR全線售票處。在列車到達至發車前的期間，車站職員才會進行業務，在該時段才會發售車票。當沒有持有車票而使用此站時，乘客可於列車內領取整理券，隨後在松阪站進行補票或在下車站於站內進行車票結算。
另外在2004年（平成16年）1月26日前，此站是JR東海內最後一座使用臂板號誌機的車站。也是JR東海成立時唯一剩下的臂板號誌機，在此站的使命完結後轉讓給三岐鐵道，並計設置於北勢線阿下喜站。

### 月台

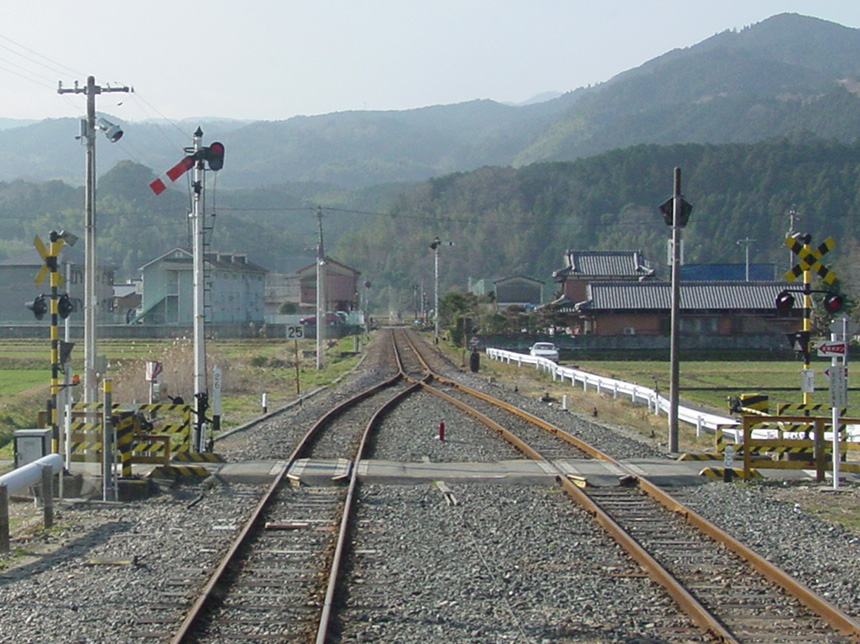
在2004年1月前使用的臂板號誌機

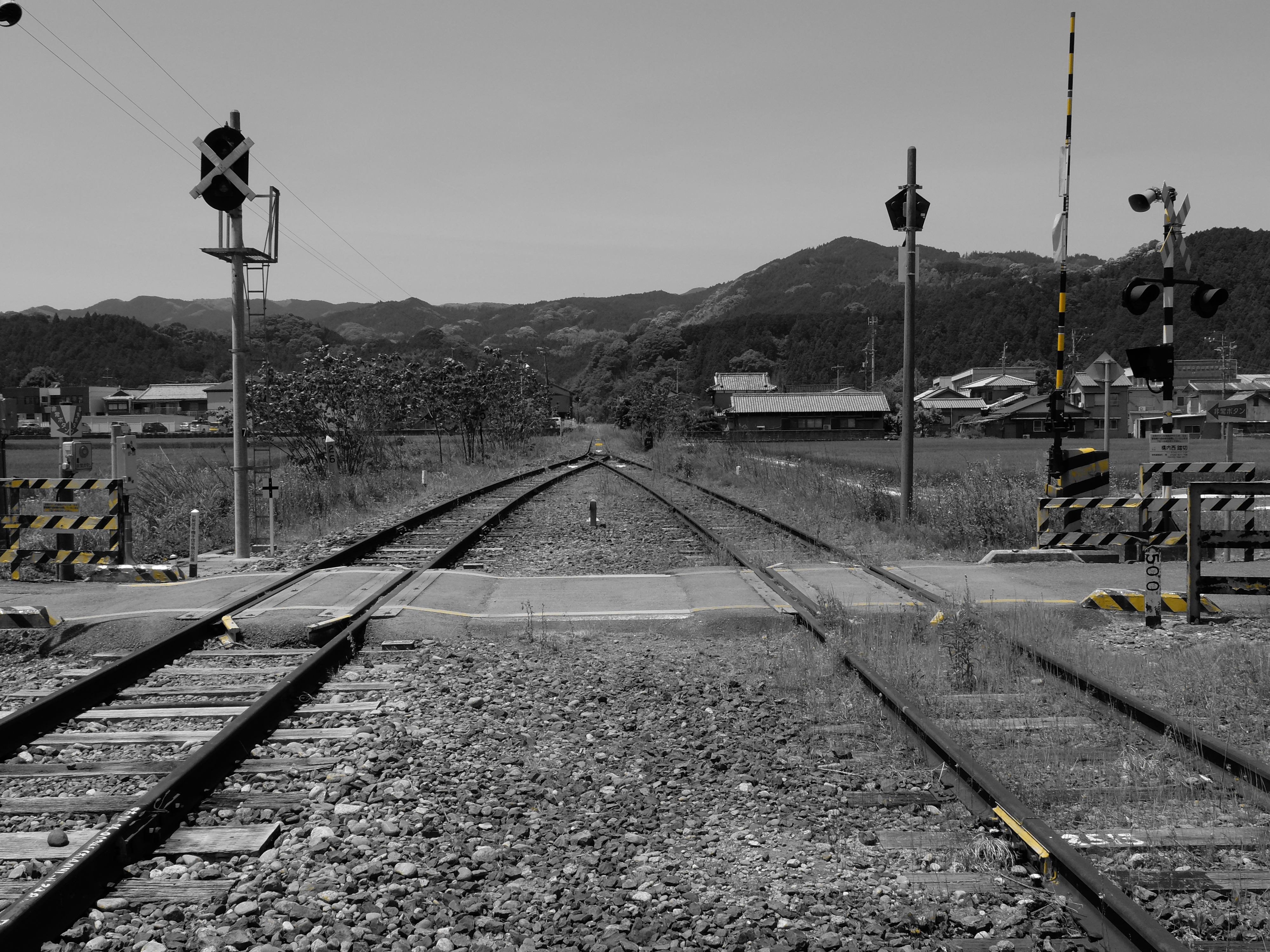
暫停使用中的家城站平交道（伊勢奧津方向）

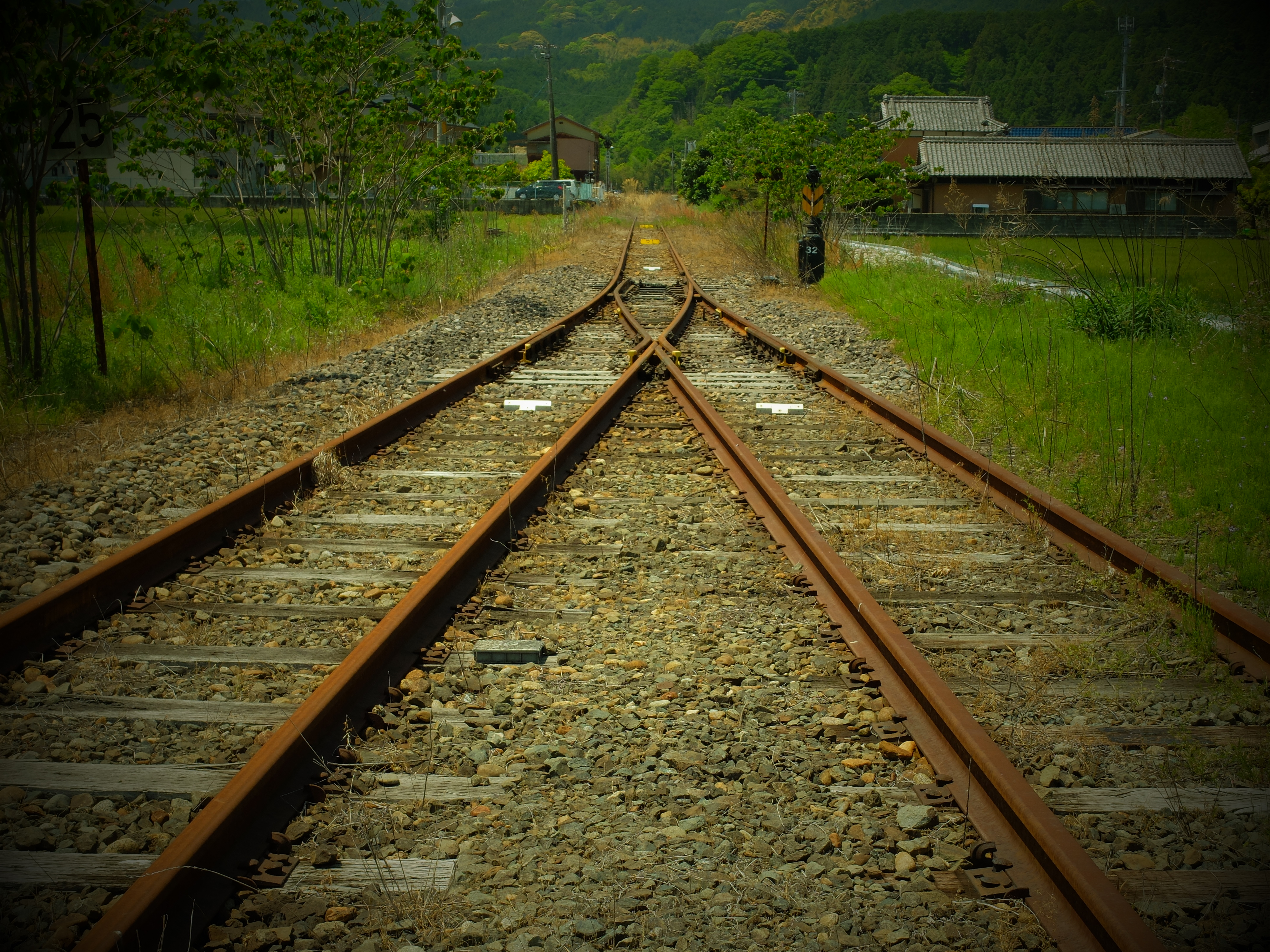
暫停使用中的家城站與已經生鏽的路軌（伊勢奧津方向）

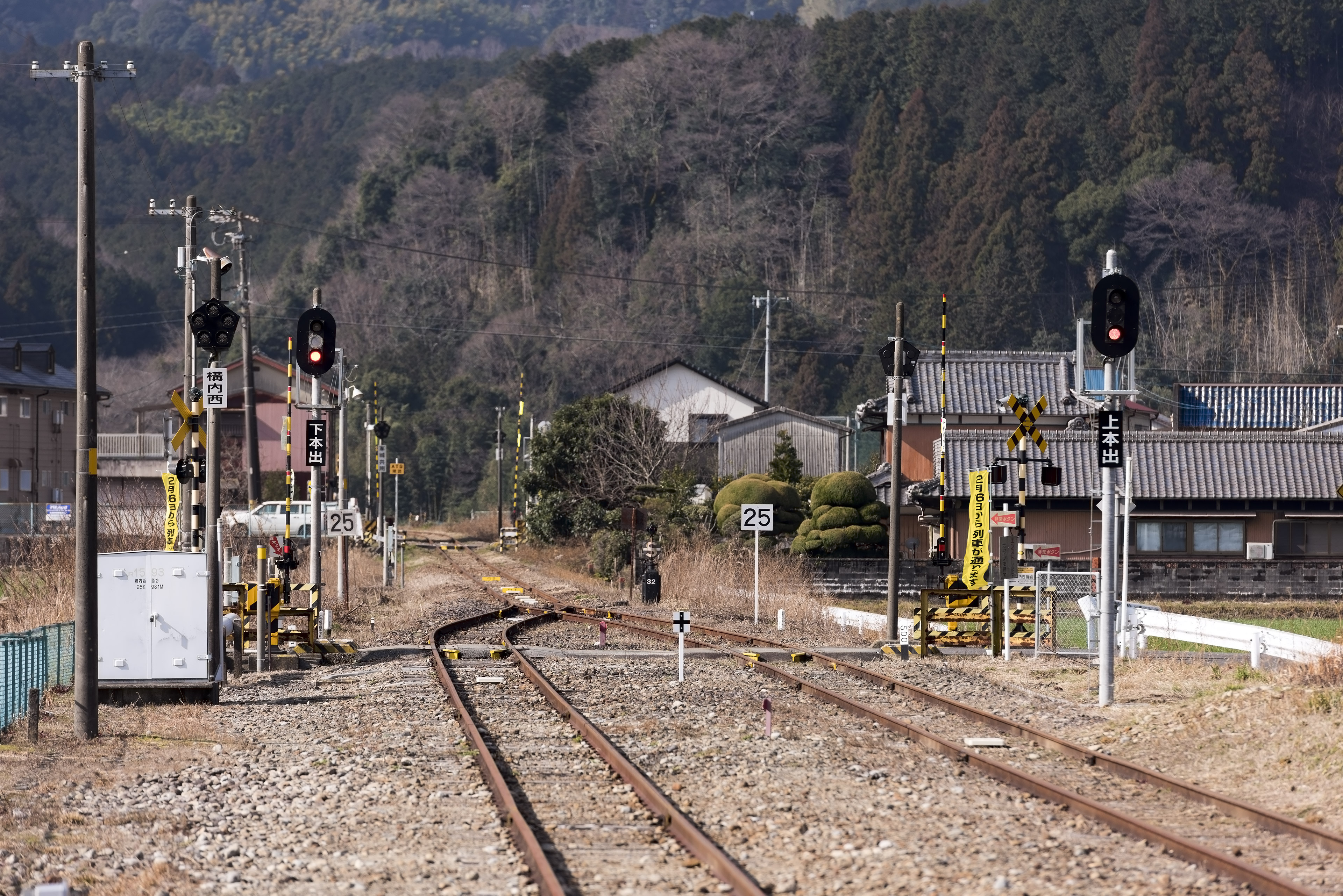
家城站靠近伊勢奧津一方的平交道 2號月台側增設出發信號機(2016年2月)

| 月台 | 路線    | 上下行 | 方向         |
| ---- | ------- | ------ | ------------ |
| 1    | ■名松線 | 下行   | 伊勢奧津方向 |
| 2    | ■名松線 | 上行   | 松阪方向     |

## 利用狀況
根據「三重縣統計書」，以下為1日平均乘車人次列表：
| 年度   | 1日平均 乘車人次 |
| ------ | ---------------- |
| 1998年 | 195              |
| 1999年 | 196              |
| 2000年 | 195              |
| 2001年 | 193              |
| 2002年 | 192              |
| 2003年 | 195              |
| 2004年 | 209              |
| 2005年 | 220              |
| 2006年 | 233              |
| 2007年 | 246              |
| 2008年 | 240              |
| 2009年 | 236              |
| 2010年 | 222              |
| 2011年 | 195              |
| 2012年 | 191              |
| 2013年 | 206              |
| 2014年 | 192              |
| 2015年 | 215              |
| 2016年 | 195              |
| 2017年 | 197              |
| 2018年 | 200              |
| 2019年 | 232              |

車站鄰近三重縣立白山高等學校，大部分高校生會使用此站。

## 車站周邊
- 三重縣立白山高等學校（日语：三重県立白山高等学校）
- 津市白山綜合分所家城出張所
- 家城郵局
- 家城城（日语：家城城）址
- 航空自衛隊白山分屯基地家城聯絡所

## 巴士路線
- 三重交通
  - 12系統 久居站（經高野團地）
  - 12系統 竹原
- 津市社區巴士（白山地域）（日语：津市コミュニティバス (白山地域)）
- 津市社區巴士（美杉地域）（日语：津市コミュニティバス (美杉地域)）

## 相鄰車站
東海旅客鐵道（JR東海）
名松線
關之宮－家城－伊勢竹原

## 注腳
1. 1 2 3 4 5  曾根悟（監修）. 朝日新聞出版分冊百科編集部（編集） , 编. . 週刊朝日百科. 25号 紀勢本線・参宮線・名松線. 朝日新聞出版. 2010-01-10: 26-27 （日语）.
2. 1 2 3  東海旅客鉄道株式会社 2007，第462頁.
3. ↑  . Response. 2015-12-18  [2015-12-18]. （原始内容存档于2021-07-12） （日语）.
4. ↑  參照車站內的時間表標示。詳情參見JR東海官方網站中各站的時間表 （页面存档备份，存于）（截至2015年1月）。
5. ↑  三重県統計書 （页面存档备份，存于） - 三重県